# Juan Pablo Cestaro
Juan Pablo Cestaro (La Plata, Buenos Aires; 1997) es un actor argentino. Es conocido por su actuación en la serie El marginal y el largometraje El cazador. 

## Biografía
Cestaro estudió actuación en talleres de La Plata hasta mudarse a Buenos Aires, donde continuó su formación como actor.
En 2020 estrenó la película El cazador, dirigido por Marco Berger, de temática LGBT en el Festival Internacional de Cine de Rotterdam, y tuvo un papel secundario en El cadáver insepulto. Fue nominado al Cóndor de Plata, que ganó en 2021.
En 2021 estrenó la serie web Cachi Cachi, dirigida y actuada por él. Durante ese año y hasta 2022 compartió pantalla con Juan Minujín en la cuarta y quinta temporada de El marginal como «El Bromas». En 2024 filmó el largometraje Llajua en Bolivia.

## Filmografía

### Cine
| Año  | Título                           | Papel               | Notas        |
| ---- | -------------------------------- | ------------------- | ------------ |
| 2019 | Adolecer                         | Santiago            | Cortometraje |
| 2020 | El cazador                       | Ezequiel            |              |
| 2020 | Las vacaciones                   | Lucas               | Cortometraje |
| 2020 | El cadáver insepulto             | Maximiliano (joven) |              |
| 2022 | Canelones                        | Hernán              | Cortometraje |
| 2023 | La muerte no es el fin del mundo | Luciano             | Cortometraje |
|      | Llajua                           |                     |              |

### Televisión
| Año       | Título                          | Papel           | Notas                                      |
| --------- | ------------------------------- | --------------- | ------------------------------------------ |
| 2017      | Once                            |                 | Episodio: «Un mal rendimiento, una pasión» |
| 2019      | Apache, la vida de Carlos Tévez | Jugador de Boca | Episodio: «El gran día»                    |
| 2021-2022 | El marginal                     | «El Bromas»     |                                            |
| 2021      | Cachi cachi                     | Ciro            |                                            |
| 2021      | Abejas, el arte del engaño      | Agresor         | Episodio: «Fumigadores»                    |

### Videos musicales
| Año  | Video   | Papel | Artista       |
| ---- | ------- | ----- | ------------- |
| 2022 | «Ojalá» | Novio | María Becerra |

## Premios y nominaciones
| Año  | Premio                  | Categoría            | Trabajo nominado | Resultado | Ref(s) |
| ---- | ----------------------- | -------------------- | ---------------- | --------- | ------ |
| 2021 | Premios Cóndor de Plata | Revelación masculina | El cazador       | Ganador   | [ 6 ]  |